# فرودگاه گروت فونتین
فرودگاه گروت فونتین (به انگلیسی: Grootfontein Airport) یک فرودگاه همگانی با کد یاتا GFY است که یک باند فرود آسفالت دارد و طول باند آن ۳۵۶۰ متر است. این فرودگاه در کشور نامیبیا قرار دارد و در ارتفاع ۱۴۱۳ متری از سطح دریا واقع شده است.